# Ernst Maisel
Ernst Maisel (* 16. September 1896 in Landau in der Pfalz; † 16. Dezember 1978 in Schönau am Königssee) war ein deutscher Offizier, zuletzt Generalleutnant und seit 1944 stellvertretender Chef des Heerespersonalamtes im Zweiten Weltkrieg. Einer breiten Öffentlichkeit wurde Maisel als Überbringer des Ultimatums von Hitler für Generalfeldmarschall Erwin Rommel bekannt.

## Leben
Maisel trat am 4. Januar 1915 während des Ersten Weltkriegs als Freiwilliger in das 12. Feldartillerie-Regiment der Bayerischen Armee in seiner Heimatstadt ein. Am 23. März erhielt er die Beförderung zum Unteroffizier und kurz darauf kam das Regiment am 3. April 1915 zu seinem ersten Feldeinsatz in Flandern an der Westfront. In kurzer Folge wurde er zunächst am 12. Juni zum Vizewachtmeister, am 26. Juli zum Fahnenjunker und am 23. August 1915 zum Fähnrich sowie gleichzeitig zum Leutnant der Reserve befördert. Ab diesem Zeitpunkt wurde er als Batterieoffizier der 4. Batterie eingesetzt. Ein knappes Jahr später wurde er bei der Schlacht an der Somme erstmals verwundet und nach seiner Genesung am 28. Oktober 1916 in den Regimentsstab kommandiert. Mitte Dezember 1917 erfolgte seine Versetzung in das 1. Feldartillerie-Regiment „Prinzregent Luitpold“. Hier wurde er bei den Kämpfen in Flandern am 16. April 1918 abermals verwundet und anschließend in den Regimentsstab kommandiert, wo er bis Kriegsende verbleiben sollte.
Nach Kriegsende erfolgte seine Übernahme in die Reichswehr als Zugführer in der 13. Minenwerfer-Kompanie des 21. (Bayerisches) Infanterie-Regiments in Fürth. Am 1. April 1925 wurde er Oberleutnant, 1928 zum Stab des II. Bataillons kommandiert und 1931 Bataillonsadjutant. Mit seiner Beförderung zum Hauptmann am 1. April 1932 erhielt er das Kommando über die 13. Kompanie. Zwischen 1933 und 1934 war Maisel Regimentsadjutant, wurde am 1. April 1936 zum Major befördert und am 1. Oktober 1936 als Adjutant der 15. Infanterie-Division nach Frankfurt am Main versetzt. Als Kommandeur übernahm er im Anschluss das III. Bataillon des Infanterie-Regiments 104 in seiner Heimatstadt.

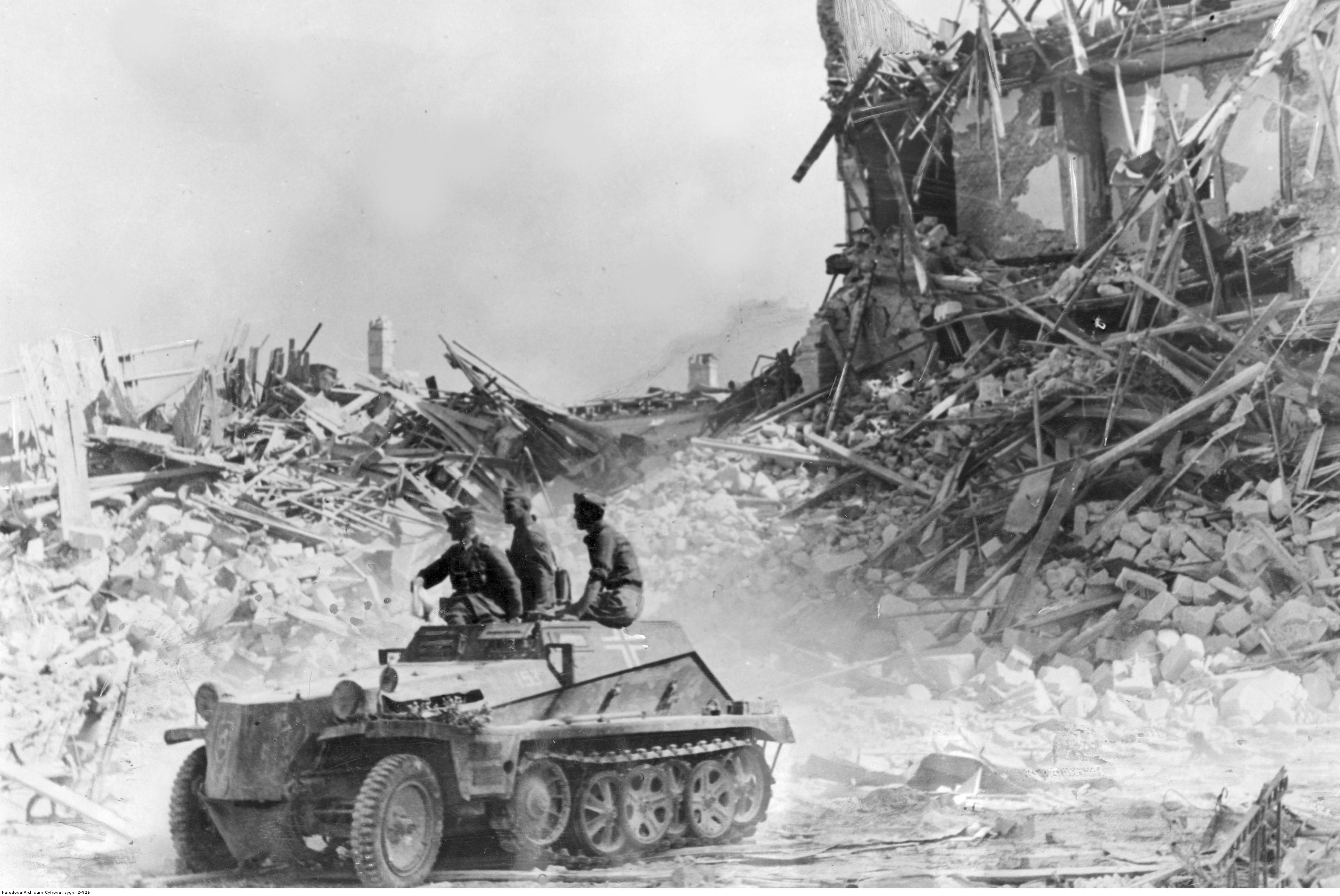
Ernst Maisel in Sewastopol, 1942

Kurz vor Beginn des Zweiten Weltkriegs wurde Maisel am 1. August 1939 zum Oberstleutnant befördert und am 1. April 1940 zum Adjutanten des Stellvertretenden Generalkommandos IX. Armeekorps in Kassel ernannt. In dieser Funktion war er mit der Sicherung der Westgrenze südlich von Landau verantwortlich. Am 1. Mai 1941 übernahm Maisel das Infanterie-Regiment 42 und kämpfte in Jugoslawien, bevor das Regiment im Rahmen des Unternehmens Barbarossa, dem Überfall auf die Sowjetunion, bis auf die Krim vorstieß. Oberst (seit 1. Oktober 1941) Maisel wurde am 24. September 1942 abgelöst und als Abteilungschef des Heerespersonalamtes in das Oberkommando des Heeres versetzt. Am 15. Januar 1943 ernannte man Maisel zum Chef der Amtsgruppe P 2, die sich in drei Abteilungen gliederte:
1. Abteilung
Weltanschauliche Erziehung
Grundsätze der Erziehung und Ehrauffassung
politische Angelegenheiten
2. Abteilung
Ehren- und Gerichtsverfahren
3. Abteilung
u. a. deutschblütige Abstammung, Beschwerden
In der Folgezeit wurde er am 1. Juni 1943 zum Generalmajor und am 1. Oktober 1944 zum Generalleutnant befördert und im Januar 1945 zum stellvertretenden Chef des Heerespersonalamtes ernannt.
Maisel wurde gemeinsam mit Generalleutnant Wilhelm Burgdorf bekannt als Überbringer des persönlichen Ultimatums von Hitler sowie der Giftampulle für Erwin Rommel und dem damit erzwungenen Selbstmord des Generalfeldmarschalls. Trotz verschiedener Versuche der Familie Rommel wurde Maisel nach dem Krieg dafür nicht zur Verantwortung gezogen.
Maisel geriet am 7. Mai 1945 in amerikanische Kriegsgefangenschaft, aus der er im März 1947 entlassen wurde.
Nach seinem Tod 1978 fand er seine letzte Ruhestätte auf dem Bergfriedhof in Schönau am Königssee.

## Auszeichnungen
- Eisernes Kreuz II. Klasse am 6. April 1916
- Eisernes Kreuz I. Klasse am 30. Juli 1918
- Verwundetenabzeichen (1918) in Schwarz am 23. Mai 1918
- Bayerischer Militärverdienstorden IV. Klasse mit Krone und Schwertern am 3. März 1919
- Spange zum Eisernen Kreuz II. und I. Klasse
- Verwundetenabzeichen (1939) in Silber am 1. August 1941
- Ritterkreuz des Eisernen Kreuzes am 6. April 1942
- Infanteriesturmabzeichen in Silber am 24. September 1942